# 巴納德星b
巴納德星b（Barnard's Star b），是緊鄰蛇夫座巴納德星環繞的一個太陽系外行星，巴納德星是一顆距離地球6光年的紅矮星。

## 概要

### 2018年
2018年發現的巴納德星b在技術上是系外行星的候選天體，儘管據稱它的觀測資料可信度達到了99%。由欧洲南方天文台和卡内基科学研究所等機構天文學家組成的國際團隊於2018年11月14日在期刊《自然》的論文公開了這一發現，這是在距離地球約6光年遠的巴納德星周圍首次發現行星。宣布發現該行星的團隊將持續對它進行觀測，以確認母恆星的亮度和運動不會發生不太可能的幅度變化，而這兩個參數與該行星的發現有關聯。天文學家預期2018年之後10年內地面的大型望遠鏡或可能發射的太空望遠鏡大视场红外巡天望远镜能夠直接拍攝到巴納德星b的影像。並有極少的可能性拍攝到巴納德星b的凌星現象。
巴納德星b是以量測徑向速度方式發現的，這是最常見的搜尋系外行星技術。在巴納德星的運動狀態觀測中確認有週期233日的震盪，這對應於軌道半長軸0.4天文單位的候選天體。天文學家並推測可能的行星候選天體質量為地球的3.2倍。天文學家對觀測資料的分析是謹慎而廣泛的。領導該團隊的天文學家 Ignasi Ribas表示該團隊使用7個不同儀器的觀測資料，時間尺度長達20年，最終對巴納德星的觀測成為精確徑向速度研究的最龐大與範圍最廣泛的資料庫之一。巴納德星b的半徑大約是地球的1.3661倍。
巴納德星b預期是寒冷的行星，表面平衡溫度大約是−170 °C（103 K）。該行星以太陽系的尺度而言距離母恆星相當近，然而卻位於巴納德星這樣黯淡紅矮星的雪線附近，在這個區域會讓水等揮發性化合物凝結成冰，使其位於適居帶之外。
天文學家期待以後能找到更多像巴納德星b一樣的「雪線行星」，因為雪線的溫度範圍有利於原行星的吸積增長。天文學家還根據巴納德星系統尚未確認的恆星震盪資料提出第二顆行星存在的預測。
但日後判定此天體的發現並不準確而將其駁回。

### 2024年
2024年10月1日，喬納伊·岡薩雷斯·埃爾南德斯（Jonay González Hernández）領導的天文學家團隊利用甚大望遠鏡上的ESPRESSO光譜儀的徑向速度數據發現新的天體，被重新定名為巴納德b。
巴納德b在其恆星附近運行，每3.15天繞行一次，距離其恆星0.023天文單位（340萬公里；210萬英里）。它的軌道比宜居帶更靠近恆星，因此溫度過高不適合居住，估計平衡溫度為438K（165°C；329°F）。它的軌道偏心率接近零，這意味著它的軌道接近圓形。
巴納德b是一顆亞地球行星，質量至少為地球質量的0.3倍，因此很可能是一顆岩石行星；由於其軌道傾角未知，因此也不確定其真實質量。巴納德b的半徑同樣未知，TESS觀測沒有顯示它通過其主星的證據，否則就能測量它的半徑。根據質量-半徑關係，預測其半徑約為地球的四分之三。由于没有凌日，軌道傾角的上限为87.9°。
巴納德b的發現論文還發現了另外三顆行星候選者的證據，它們的軌道都比宜居帶更靠近恆星，並於2025年得到證實。